# Liste der Bodendenkmale in Gelenau/Erzgeb.
In der Liste der Bodendenkmale in Gelenau/Erzgeb. sind die Bodendenkmale der Stadt Gelenau/Erzgeb. und ihrer Ortsteile nach dem Stand der Auflistung von Volkmar Geupel aus dem Jahr 1983 aufgelistet. Eventuelle Änderungen und Ergänzungen, insbesondere aus der Zeit nach der Wende, sind nicht berücksichtigt, da für Sachsen aktuell keine neueren allgemein zugänglichen Bodendenkmallisten vorliegen. Die Baudenkmale sind in der Liste der Kulturdenkmale in Gelenau/Erzgeb. aufgeführt.
| Denkmal-ID | Fundart            | Ortsteil        | Bezeichnung                                                           | Zeitstellung | Lage                                | Bemerkungen | Bild |
| ---------- | ------------------ | --------------- | --------------------------------------------------------------------- | ------------ | ----------------------------------- | --- | ---- |
| ?          | Befestigung > Burg | Gelenau/Erzgeb. | Wasserburg „Hofteich“, „Hofwall“, „Hofinsel“, „Wallgraben“, „Schloss“ | Mittelalter  | Ostteil des Orts, Südseite des Guts | Niederungsburg mit quadratischem ummauertem Bühl, in einem Teich, Brücke im Norden, Außenwall im Nordwesten, Süden und Nordosten, Schutz seit 19. Dezember 1960 |      |